# Raïon de Vitebsk
Le raïon de Vitebsk (en russe : Витебский район, Vitebski raïon) ou raïon de Vitsiebsk (en biélorusse : Віцебскі раён, Vitsiebski raïon) est une subdivision de la voblast de Vitebsk, en Biélorussie. Son centre administratif est la ville de Vitebsk ou Vitsiebsk, qui ne fait pas elle-même partie du raïon.

## Géographie
Le raïon couvre une superficie de 2 731,98 km2, dans l'est de la voblast. Le raïon de Vitebsk est limité au nord par le raïon de Haradok, à l'est par la Russie (oblast de Pskov et oblast de Smolensk), au sud par le raïon de Liozna et le raïon de Sianno, et à l'ouest par le raïon de Bechankovitchy et le raïon de Choumilina.

## Histoire
Le raïon de Vitebsk a été créé le 17 juillet 1924.

## Population

### Démographie
Les résultats des recensements de la population (*) font apparaître une relative stabilité de la population du raïon jusque dans les années 1990, suivie par une diminution dans les premières années du XXIe siècle.
| 1959*  | 1970*  | 1979*  | 1989*  | 1999*  | 2009*  |
| ------ | ------ | ------ | ------ | ------ | ------ |
| 62 664 | 59 939 | 53 853 | 50 390 | 45 862 | 40 552 |

### Nationalités
Selon les résultats du recensement de 2009, la population du raïon se composait essentiellement des nationalités suivantes :
- 87,56 % de Biélorusses ;
- 10,08 % de Russes ;
- 1,09 % d'Ukrainiens.

### Langues
En 2009, la langue maternelle était le biélorusse pour 53,32 % des habitants du raïon de Vitebsk et le russe pour 45,38 %. Le biélorusse était parlé à la maison par 11,49 % de la population et le russe par 87,45 %.